# Ozonschutzmittel
Ozonschutzmittel (Antiozonantien) sollen Schäden durch die Einwirkung von Ozon verhindern oder vermindern. Ozonschutzmittel werden vor allem verwendet, um die Verhärtung und Versprödung und die Ozonrissbildung von Elastomeren, besonders Gummi, zu verhindern. Noch in der Forschung sind Ozonschutzmittel, die Schäden an Pflanzen abwenden sollen.
Ozon kommt in der Atmosphäre normalerweise in Konzentrationen ≤ 50 ppb vor. In Gegenwart von Schadstoffen und UV-Licht kann die bodennahe Ozonkonzentration auf bis zu 400 ppb ansteigen. Dann kommt es auch vermehrt zu Schäden durch Ozon.

## Schutz von Elastomeren
Die Doppelbindungen im Gummi werden vom Ozon durch Ozonolyse angegriffen, besonders, wenn der Gummigegenstand zugleich einer kritischen Dehnung ausgesetzt wird. Dann kommt es zu Ozonrissbildung, die exponentiell mit der Dehnung zunimmt. Als Ozonschutzmittel kommen vor allem an den Stickstoffatomen substituierte p-Phenylendiamine zum Einsatz. Diese können in drei Stoffklassen unterteilt werden:

Strukturformel von DPPD N,N′-Diphenyl-p-phenylendiamin

- Dialkyl-p-phenylendiamine, vor allem 77PD (N,N′-Bis(1,4-dimethylpentyl)-p-phenylendiamin),
- Alkyl-aryl-p-phenylendiamine, darunter 6PPD (N-(1,3-Dimethylbutyl)-N′-phenyl-p-phenylendiamin) und IPPD (N-Isopropyl-N′-phenyl-p-phenylendiamin),
- Diaryl-p-phenylendiamine, darunter DPPD (N,N′-Diphenyl-p-phenylendiamin) und dessen Dimethylderivat DTPD sowie das vom Melamin abgeleitete PPDTZ (2,4,6-Tris(N-1,4-dimethylpentyl-p-phenylendiamino)-1,3,5-triazin).

Die genannten Ozonschutmittel 77PD, 6PPD, IPPD, DPPD, DTPD und PPDTZ zählen zu den gebräuchlichsten der kommerziell verwendeten Produkte. Der erste Schritt bei der Reaktion dieser p-Phenylendiamine mit Ozon ist die Oxidation des Diamins zu einem mesomeristabilisierten Kation, wobei das O3−-Radikalanion entsteht. Begünstigt durch die niedrige Ionisierungsenergie der p-Phenylendiamine erfolgt diese Reaktion deutlich schneller als die Ozonolyse einer Doppelbindung. Da die Reaktionsprodukte, vor allem das O3−-Ozonidion, immer noch stark oxidiernd wirken, sind weitere Alterungsschutzmittel hilfreich, die als Antioxidantien wirken.
Früher wurden Gummiwaren durch Paraffinwachs geschützt. Dieses bildet eine rein physikalische Barriere, die vor allem bei statischer Belastung nützlich ist. Unter wechselnder Belastung wird die Schutzschicht ungleichmäßig und die Schutzwirkung unvollständig.
| Name                                                                                       | Abk.  | CAS-Nr.                                   | Strukturformel |
| ------------------------------------------------------------------------------------------ | ----- | ----------------------------------------- | -------------- |
| N,N′-Bis(1,4-dimethylpentyl)-p-phenylendiamin                                              | 77PD  | 3081-14-9                                 |                |
| N-Isopropyl-N′-phenyl-p-phenylendiamin                                                     | IPPD  | 101-72-4                                  |                |
| N-(1,3-Dimethylbutyl)-N′-phenyl-p-phenylendiamin                                           | 6PPD  | 793-24-8                                  |                |
| N,N′-Diphenyl-p-phenylendiamin                                                             | DPPD  | 74-31-7                                   |                |
| N1-(3-Methylphenyl)-N4-(4-methylphenyl)benzen-1,4-diamin N,N′-Di(p-tolyl)-p-phenylendiamin | DTPD  | 63302-30-7 (Me: m,p′) 620-91-7 (Me: p,p′) |                |
| 2,4,6-Tris(N-1,4-dimethylpentyl-p-phenylendiamino)-1,3,5-triazin                           | PPDTZ | 121246-28-4                               |                |

## Schutz von Pflanzen
Pflanzen, vor allem Nutzpflanzen wie Winterweizen oder Mais, können durch  Ethylendiharnstoff vor Ozonschäden geschützt werden.